# Jean Bozon-Verduraz
Benjamin (Jean) Bozon-Verduraz (né le 29 mai 1889 à Saint-Étienne-de-Cuines où il est mort le 21 juin 1942) est un as de l'aviation français de la Première Guerre mondiale, au cours de laquelle il remporte onze victoires aériennes homologuées.

## Carrière militaire
Benjamin Bozon-Verduraz est appelé sous les drapeaux le 1er octobre 1910 et incorporé au  4e régiment de dragons de Chambéry. Selon son livret matricule, il mesure 1,71 m, les cheveux noirs, les yeux noirs et le nez aquilin. Nommé brigadier le 3 avril 1911. Nommé au grade de Maréchal des logis le 25 septembre 1912. Libéré du service militaire le même jour. Mobilisé le 3 août 1914 au  9e régiment de hussards.
Passe à l’aviation le 19 septembre 1915 en tant qu’élève-pilote.
École de pilotage Caudron du Crotoy du 24 septembre 1915 au 5 janvier 1916 sur Caudron G3. 25 heures de vol.
École du Bourget et du Plessis-Belleville du 5 janvier au 10 mars 1916.
Pilote à l'escadrille C11 (le 'C' signifiant que ses pilotes volaient sur des Caudron) du 10 mars 1916 au 21 mai 1917. 286 heures de vol. Sous les ordres du Capitaine Vuillemin.
Blessure due à une chute d’avion le 12 mai 1916. Tassement des vertèbres.
Promu au grade d’adjudant le 21 novembre 1916.
École du Plessis-Belleville sur Nieuport en mai/juin 1917.
Escadrille SPA3 du 21 juin 1917 au 6 juillet 1918 sur SPAD VII et XIII. 266 heures de vol.
Le 7 juillet 1917 : remporte son 1er succès avec Guynemer.
Promu au grade de Sous-lieutenant le 11 juillet 1917.
Le 11 septembre 1917 à 8 h 25, il part pour une mission de patrouille, seul avec Guynemer. Alors que ce dernier pique en direction d'un avion ennemi, Bozon-Verduraz aperçoit plusieurs Fokker allemands se diriger sur eux, il essayera de faire diversion. Une fois retourné à l'endroit où il avait laissé son capitaine, Guynemer avait disparu. Il sera le dernier à l'avoir aperçu vivant.
Le 16 février 1918 : 1re victoire homologuée (partagée avec De la Rochefordière. Damloup).
Le 17 février 1918 : 2e victoire (un biplace. Montfaucon).
Le 20 février 1918 : 3e victoire (partagée avec De la Rochefordière, un biplace. Les Eparges).
Chevalier de la légion d’honneur le 5 avril 1918[réf. souhaitée].
« Officier pilote remarquable, pendant deux ans a fait l’admiration de l’escadrille de corps d’armée dans laquelle il servait, menant à bien les missions les plus ardues, ne cessant de rechercher la bataille avec la plus joyeuse ardeur. A abattu coup sur coup trois avions ennemis dans l’espace de quatre jours. Une blessure. Trois citations. »
Le 20 avril 1918 : 4e victoire (Hangard-Thennes).
Le 21 avril 1918 : 5e victoire (partagée avec Duret, Mion, Ouvrard de Limière. Thory).
Le 15 mai 1918 : 6e victoire (partagée avec Molines, un biplace. Assainvillers).
Le 16 mai 1918 : 7e victoire (partagée avec Molines, Risacher. Montdidier).
Le 29 mai 1918 : 8e victoire (Etelfay).
Promu au grade de Sous-lieutenant le 1er juillet 1918.
Promu au grade de Lieutenant le 18 juillet 1918.
Prend le commandement de l’escadrille SPA94 du 3 juillet 1918 au 18 novembre 1918 sur SPAD VII et XIII. 95 heures de vol.
À la tête de son escadrille, Bozon-Verduraz remporte trois nouvelles victoires.
Le 17 août 1918 : 9e victoire (un biplace, Roye).
Le 3 octobre 1918 : 10e victoire.
Le 9 octobre 1918 : 11e victoire (partagée avec Laganne, un biplace. Bathinville).
Fut nommé As par un communiqué des Armées le 15 octobre 1918.
Il se marie à Suzanne Prat le 3 septembre 1918.
Il finira la guerre avec 11 victoires aériennes homologuées et 683 heures de vols au compteur. En plus de la Légion d'honneur, il reçoit la Médaille militaire, la Croix de Guerre avec huit palmes, deux étoiles de vermeil, et une étoile de bronze, et la Croix de Saint-Georges russe.
Évacué à l’hôpital de Lyon le 18 novembre 1918. Il en sort en février 1919. Par la suite, a dû porter un appareil orthopédique pendant des années.
Promu Lieutenant à tire définitif le 26 mars 1919.
Démobilisé le 6 septembre 1919.

## Aéronautique civile
Après la guerre, rendu à la vie civile, il s’installe à Paris, Quai de la Rapée, puis rue Blomet et dirige une importante affaire de pâtes alimentaires avec les Établissements Bozon et Verduraz.
Officier de la légion d’honneur en juillet 1920.
En 1921, Benjamin Bozon-Verduraz crée à Chambéry l’Aéro-club des Alpes Françaises (ACAF), avec pour vocation la « propagande » aéronautique.
Benjamin Bozon-Verduraz fonde l'Aéro-Club des Alpes Françaises une société d'encouragement à l'aviation dont la principale raison d'être est de pousser à la création d'aéroports et d'hydrobases dans les départements des Savoie et de l'Isère.
En juin 1925, au décès de son père, de retour en Savoie, il reprend la direction de la fabrique de Pâtes La Lune et devient maire de Saint Étienne de Cuines (1925-1932).
Entre 1927 et 1931, reprend de l’activité dans l’aviation dans l’organisation des clubs de la région des Alpes en créant les terrains de Chambéry et de Grenoble, et de nombreuses conférences et meetings.
Président de l’aéroclub des Alpes Françaises (1928-1934). Propriétaire d’un avion Morane 230.
L'organisation de plusieurs meetings aériens, notamment celui de Challes-les-Eaux en 1928, puis celui d'Aix-les-Bains en 1929, n'a pas été conçue comme de simples réjouissances offertes à la population, voire aux touristes, mais bien afin d'assurer la promotion des projets de l'ACAF. Georges de Fonclare également président du comité d'organisation de la foire de Savoie n'a alors pas eu de mal à associer cette manifestation avec le meeting célébré à Challes-les-Eaux. Ces meetings permettent également de convier les personnalités qui comptent dans le monde de l'aviation. En tant qu'ancien As de l'aviation de 14-18, Benjamin Bozon-Verduraz parvient à faire venir les héros de a première guerre avec à leur tête, le plus prestigieux d'entre eux, l'As des As, René Fonck. Tout ce beau monde se retrouve en 1929 lors d'un gala organisé en l'honneur des Ailes Brisées qui se tient à la Villa des Fleurs à Aix-les-Bains. Ces efforts n'auront pas été vains puisque René Fonck, très sollicité par la presse, affichera son soutien aux projets d'une hydrobase au lac du Bourget. Les représentants du ministère de l'Air sont également là et en particulier le représentant du ministre, Laurent Eynac, qui engage également à soutenir les ambitions aéronautiques locales.
La seconde plate-forme aérienne construite dans les Alpes avant la Seconde Guerre mondiale est celle du Bourget-du-Lac. On a fait de Pierre Cot, député de la Savoie et ministre de l'Air le fondateur de l'aéroport du Bourget du lac, mais c'est bien grâce à Benjamin Bozon-Verduraz que cette réalisation a pu voir le jour. Dès la fin 1928 et sous son égide, a en effet été réunie une commission devant définir les conditions de l'implantation d'un aéroport entre Aix-les-Bains et Chambéry. Le 20 décembre, l'Aéro-Club des Alpes Françaises (ACAF) transmet son rapport au ministre de l'Air. Intéressé par l'initiative, celui-ci dépêche des délégués techniques et militaires qui rendent leurs conclusions l'année suivante. À force de persévérance, l'industriel, efficacement secondé par Georges de Fonclare, parvient au bout de quatre années à faire accepter par l'État la construction d'un aéroport en Savoie. À cette date, Pierre Cot n'est pas encore ministre de l'Air et seulement député de la Savoie depuis 1928. C'est surtout à partir de 1930 que le futur ministre commence à apporter un précieux soutien à Benjamin Bozon-Verduraz, de même que Hyacinthe Carron député de la circonscription de Chambéry nord.
C'est sous la coupe de l'Aéro-Club des Alpes Françaises que nait le Club Aéronautique Savoyard (CAS) à Aix-les-Bains en 1932. Le CAS a été constitué avec le concours des industriels du département sous l'impulsion de l'incontournable Benjamin Bozon Verduraz. Avant sa fusion en 1934 avec l'Aéro-Club de Savoie celui-ci comptait une trentaine de membres, mais surtout une "bonne bourse" qui contribuera à l'essor du nouveau club.
En 1932, la création d'aéroports dans les Alpes étant en bonne voie, la multiplication d'aéro-clubs départementaux fait évoluer la structure de l'Aéro-Club des Alpes Françaises. Celle-ci devient une fédération régionale, assurant la liaison entre les clubs d'aviation de la Savoie, de la Haute-Savoie et de l'Isère. Sa mission en partie accomplie, la réalisation de certaines plates formes étant en bonne voie, l'ACAF disparaît en 1934.
À la mobilisation, le 1er décembre 1939, est affecté à l’École de l’air de Bordeaux, reconnu inapte pour le personnel navigant car trop âgé.
Sa santé s’altère brusquement. Le 2 avril 1940 il entre à l’hôpital et en sort avec une convalescence à l’issue de laquelle il est démobilisé à Chambéry le 5 décembre 1940 pour se retirer à Saint Étienne de Cuines. Il décède le 21 mai 1942 à Chambéry.
Il était marié à Suzanne Prat, sans enfant.
L’As Bozon-Verduraz repose au cimetière de Saint Étienne de Cuines.